# Gérard Goffaux
Gérard Goffaux, né le 21 novembre 1957 à Fosses-la-Ville (province de Namur), est un auteur de bande dessinée réaliste belge spécialisé dans la bande dessinée policière, connu pour la série Max Faccioni.

## Biographie

### Jeunesse
Gérard Goffaux naît le 21 novembre 1957 à Fosses-la-Ville.
Après ses études à l'Académie des beaux-arts de Namur, Gérard Goffaux parcourt l'Asie centrale. De retour en Belgique, il suit des cours à l'Institut Saint-Luc de Bruxelles, en section bandes dessinées à l’atelier R, dont il sort diplômé en arts plastiques trois ans plus tard.

### Max Faccioni
En 1982, il débute sa série polar Max Faccioni dans un style influencé par des dessinateurs américains comme Joe Kubert,, Alex Raymond et dont l'univers s'inspire des auteurs de romans noirs : Dashiell Hammett, Jim Thompson et Ross Macdonald. Cette série paraît initialement dans Le Journal illustré le plus grand du monde des Éditions Michel Deligne des nos 1 à 4 et paraît dans la collection « Noir sur blanc » chez le même éditeur la même année, tout comme Losers dans la collection « Atomium » de Magic Strip. On retrouve la signature de Goffaux dans Ice Crim's,. Il fait son entrée dans le journal de Spirou en 1984, où il poursuit Max Faccioni avec quatre moyens récits Le Punch, Les Héros, La Mort à la traine, Vent de folie, variant de 10 à 14 planches jusqu'en 1985 et qui sont compilés dans l'album Le Punch, au tirage limité de 2000 exemplaires, dans la collection « Crossroad » de Point Image en 1994. Il s'ensuit un long récit à suivre La Griffe du passé en 1986, repris en album chez Black Snake en 1990 dans une édition très grand format en noir et blanc.
En 1987, il est contacté par Roger Hanin pour réaliser l'affiche du film La Rumba. Peu de temps après, Goffaux quitte Spirou et commence à travailler dans la publicité notamment avec des campagnes pour Grundig et Renault.
En 1989, l'auteur namurois change d'éditeur et relance sa série Max Faccioni, le détective privé cynique à l'instar de Mike Hammer et de Philip Marlowe, pour l'album La Part du feu édité aux Éditions du Lombard. L'année suivante, le troisième tome de Faccioni L'Ange brisé est publié chez le même éditeur. En 1991, il écrit une brève pour Andreas repris dans l'album collectif Dérives et à la fin de l'année, le Centre de création artistique de la Ville de Mons et l'Elfe de Quiévrain montent une exposition interactive qui lui rend hommage.
En 1994, il est présent dans la revue Brazil avec Post Mortem, un récit de Max Faccioni. De 1999 à 2002, il publie aux États-Unis chez deux éditeurs (Caliber Comics et Sunset strips, sous le pseudonyme de Goff) les aventures de Max Faccioni sous le titre The detective, Max Faccioni's chronicles. Ce sont ces comics qui furent rachetés par Hachette et traduits en français sous le titre : Le Détective et Le Théorème d'Orion dans la collection « Petits Meurtres » des Éditions du Masque dans deux tomes publiés en 1999 et 2001 qui reprennent l'intégrale de la série et des inédits.

### Les romans graphiques
À partir de 2003, il réalise une adaptation en bande dessinée du thriller La Fille de la nuit de Serge Brussolo en trois volumes pour la collection « BD Haute Tension » d'Albin Michel jusqu'en 2006. En 2008 et 2010, il réalise les deux volumes de Je vous salue Jennifer sur un scénario Barbara Abel chez Quadrants.
En 2020, il dessine La Mort à lunettes sur un scénario de Philippe Tome qui comptait sur cet album pour marquer son grand retour,. Ce one shot réalisé selon les codes graphiques de pages sur fond noir est accompagné d'un cahier graphique salué par la presse spécialisée,,. Goffaux rend hommage à son ami Tome dans la postface.
En parallèle à ses activités d’auteur, Goffaux dispense des cours du soir de bande dessinée dispensés notamment à Baloo à Jemappes et il enseigne le dessin de modèles vivants à l’ERG, École de Recherches Graphiques, appartenant au réseau libre de l’Institut Saint-Luc de Bruxelles. Il est illustrateur pour le magazine Fortean Times de Londres. Il a aussi mis un pied dans le théâtre : comme dramaturge, il co-écrit L’Esquimau qui jardinait,, avec son ex-compagne, Barbara Abel.
Selon Patrick Gaumer, Goffaux construit une œuvre puissante et originale.

### Vie privée
Géraud Goffaux a un fils Lou Goffaux et une fille Gabrielle.

## Œuvres

### Albums de bande dessinée

#### SérieMax Faccioni
- 1. Faccioni, Éditions Michel Deligne, coll. « Noir sur blanc », Bruxelles, février 1989
Scénario : Gérard Goffaux[4],[23] - Dessin : Gérard Goffaux - Couleurs : noir et blanc
- 2. La Part du feu[9], Le Lombard, Bruxelles, février 1989
Scénario et dessin : Gérard Goffaux - Couleurs : quadrichromie -  (ISBN 2-8036-0743-3)
- 3. L'Ange brisé[24], Le Lombard, Bruxelles, juin 1990
Scénario, dessin et couleurs : Gérard Goffaux -  (ISBN 2-8036-0819-7)
- 4. La Griffe du passé, Black Snake, 1991
Scénario et dessin : Gérard Goffaux - Couleurs : noir et blancTirage à 1 000 exemplaires numérotés et signés, édition brochée.
- 5. Le Punch, Point Image, Bruxelles, 1994
Scénario et dessin : Gérard Goffaux - Couleurs : noir et blanc -  (ISBN 2-930110-00-7)Tirage à 2 000 exemplaires numérotés et signés, édition brochée.
- 6. Le Détective[25], Éditions du Masque, coll. « Petits Meurtres », Paris, décembre 1999
Scénario et dessin : Gérard Goffaux -  (ISBN 2-7024-9356-4)
- 7. Le Théorème d'Orion[26], Éditions du Masque, coll. « Petits Meurtres », Paris, décembre 1999
Scénario et dessin : Gérard Goffaux - Couleurs : noir et blanc -  (ISBN 2-7024-9367-X)

#### La Fille de la nuit
- 1. Jane Doe[27],[28],[29], Albin Michel, coll. « BD Haute Tension », Paris, octobre 2003
Scénario : Serge Brussolo - Dessin : Gérard Goffaux - Couleurs : Nicolas Blocteur -  (ISBN 2226138862)
- 2. Netty Doggan[30],[31], Albin Michel, coll. « BD Haute Tension », mars 2005
Scénario : Serge Brussolo - Dessin : Gérard Goffaux - Couleurs : Nicolas Blocteur - (ISBN 2-226-15535-X)
- 3. Virginia Callahan[32],[33], Albin Michel, coll. « BD Haute Tension », Paris, janvier 2006
Scénario : Serge Brussolo - Dessin : Gérard Goffaux - Couleurs : Nicolas Blocteur -  (ISBN 2-226-16682-3)

#### Je vous salue Jennifer
- 1. Tome 1[13],[34],[35], Quadrants, coll. « Boussole », Toulon, juin 2008
Scénario : Barbara Abel - Dessin : Gérard Goffaux - Couleurs : Philippe Casadeï - (ISBN 9782302001138)
- 2. Tome 2[36],[37], Quadrants, coll. « Boussole », Toulon, 24 février 2010
Scénario : Barbara Abel - Dessin : Gérard Goffaux - Couleurs : Philippe Casadeï - (ISBN 9782302008052)

#### One shots
- Losers, Magic Strip, coll. « Atomium », Bruxelles, 1982
Scénario, dessin et couleurs : Gérard Goffaux - (ISBN 280350054X)
- La Mort à lunettes[15],[38],[39], Kennes, Loverval, 28 octobre 2020
Scénario : Tome - Dessin : Gérard Goffaux - Couleurs : Redj -  (ISBN 978-2-380-75147-5) — Cahier graphique de 8 pages.

### Para-BD
Hormis quelques ex-libris et rares  portfolios, Gérard Goffaux réalise peu de para-BD,.

### Expositions individuelles
- Max Faccioni, détective[42], Académie de musique, Mons du 21 au 29 septembre 1991.
- À la maison Pelgrims à Saint-Gilles en octobre 2001[43].
- Gérard Goffaux : Le maître de lumière[44], Galerie Aarnor, Spy en décembre 2023.

#### Livres
: document utilisé comme source pour la rédaction de cet article.
- Henri Filippini, Dictionnaire de la bande dessinée, Paris, Bordas, 1989, 731 p., ill. ; 27 cm (ISBN 2-04-018455-4, OCLC 1244909550, BNF 35065653, présentation en ligne), p. 183, 627.
- Jean-Louis Lechat, Un demi-siècle d’aventures t. 2 : 1970 - 1996, Bruxelles, Le Lombard, 5 décembre 1996, 224 p., ill. ; 31 cm (ISBN 280361233X, OCLC 37995939, BNF 37539082, présentation en ligne), p. 148. .
- Jacques Fiérain, « Goffaux, Gérard », dans La BD à Bruxelles et en Brabant, Charleroi, Éd. l'Âge d'or, avril 2003, 144 p., ill. ; 31 cm (ISBN 9782960119664 et 2960119665, OCLC 470388171, présentation en ligne), p. 62.
- Le 9e Rêve no 6, Bruxelles, Institut Saint-Luc de Bruxelles, École de recherche graphique, 2006, 144 p. (présentation en ligne), p. 16, 45. .
- Patrick Gaumer, « Goffaux, Gérard », dans Dictionnaire mondial de la BD, Paris, Larousse, 2010, 953 p., ill. ; 27 cm (ISBN 978-2-0358-4331-9 et 2-0358-4331-6, OCLC 920924930, présentation en ligne), p. 379. .
- Philippe Mellot, Michel Denni, Laurent Turpin et Isabelle Morzadec, Trésors de la bande dessinée : BDM 2025-2026 - Catalogue encyclopédique et Argus, Paris, Les Arènes, novembre 2024, 24e éd., 1839 p., ill. ; 23 cm (ISBN 979-10-37512-61-1, OCLC 1478218824, présentation en ligne), p. 422, 550, 748, 846, 908, 967. .

#### Articles
- Barbara Abel et Gérard Goffaux (interviewés par Nicolas Anspach), « Barbara Abel et Gérard Goffaux : "Nous avons voulu rester dans l’humain" », ActuaBD,‎ 1er juillet 2008 (lire en ligne, consulté le 2 novembre 2022)
- Jean van Kasteel, « La Mort à Lunettes: "Philippe Tome comptait sur cet album pour marquer son grand retour", explique Gérard Goffaux », La DH Les Sports+,‎ 16 octobre 2020 (lire en ligne , consulté le 30 mai 2022)

### Émissions de radio
- Gérard Goffaux : maître de lumière !, émission Culture et Vous  sur Radio chrétienne francophone, (30 min), 27 novembre 2023.
- Le storyboard, vous connaissez ?, émission Le Temps d'un café présentée par Anbé, Grégory Clesse, Théo Mertens et Adrien Chardome sur Radio chrétienne francophone, (30 min), 19 août 2024.

### Vidéographie
- Texte - images sur Sonuma, Hergé, François Schuiten, Benoît Peeters, Claude Renard, Alain Goffin, Antonio Cossu, Philippe Foerster, Gérard Goffaux, Éric Poelaert, Louis Joos, Blaise Dehon, Thierry Van Hasselt, Didier Platteau, Pierre Pourbaix, Nicolas Vadot, Denis et Olivier Deprez (Intervenants), En toutes lettres - Texte - images, film de Guy Lejeune (scénario) et Miguel Rivière (interviews), diffusé sur la RTBF le 12 novembre 1994 (54 min 6 s).